# Puisserguier
Puisserguier [pɥi.seʁ.ɣje], en occitan Puègserguièr [pɥɛs.ser.'ɣjɛ], est une commune française située dans le sud-ouest du département de l'Hérault en région Occitanie.
Exposée à un climat méditerranéen, elle est drainée par le Lirou, le ruisseau de la Guiraude, le ruisseau de la Prade, le ruisseau de Merdols, le ruisseau de Millau, le ruisseau de Nègue Fédès et par divers autres petits cours d'eau. La commune possède un patrimoine naturel remarquable : un site Natura 2000 (le « Minervois ») et deux zones naturelles d'intérêt écologique, faunistique et floristique.
Ses habitants sont appelés les Puisserguiérains.
Puisserguier est une commune rurale qui compte 3 034 habitants en 2022. Elle est dans l'unité urbaine de Puisserguier et fait partie de l'aire d'attraction de Béziers. Ses habitants sont appelés les Puisserguierains ou  Puisserguieraines.

## Géographie
Puisserguier est une commune de l'ouest du département de l'Hérault, située dans le canton de Capestang, à une vingtaine de kilomètres au nord-ouest de Béziers.
On y voit un relief typique de la plaine languedocienne :
- des collines dispersées sur le territoire communal, souvent coiffées de pinèdes (Saint-Christophe, 193 mètres d'altitude ; Les Goudailles, 171 m ; Roquecourbe, 133 m ; Meyran, 101 m)
- des cuvettes qui sont d'anciens étangs asséchés (les Strussac 103 m ; la Voûte, 66 m)
- des coteaux et des plaines couverts de vignes.

Au nord-ouest, la commune est dominée par un plateau calcaire et rocailleux couvert de garrigues et culminant à 208 mètres d'altitude au lieu-dit Les Trois-Tables. De place en place, l'endroit est planté en vigne sur un terroir très caillouteux. Le plateau est traversé par des fossés creusés par des ruisseaux très actifs lors des pluies automnales (ruisseaux de Marcousse, de la Baume, de Monplaisir, de la Bouscade…). Sur ce plateau se trouve le hameau de La Manière.
Le village de Puisserguier, construit sur le plan d'une circulade, est blotti au pied de la colline de Saint-Christophe que la route D 134 permet d'escalader, et des buttes du Puech de Cafiès et du Puech de Saint-Paul.
Le territoire communal produit des vins de pays (vin de pays des coteaux de Fontcaude) et des vins classés en A.O.C. Saint-Chinian, essentiellement rouges (carignan, merlot, syrah, grenache, cabernet-sauvignon) et quelques blancs (chardonnay, marsanne).
De nombreux domaines viticoles sont parsemés sur le terroir de la commune. La plupart de ces domaines datent de « l'âge d'or » de la viticulture en Biterrois, au XIXe siècle et au début du XXe siècle, quand les vignobles du Midi de la France fournissaient des millions d'hectolitres de vin de qualité ordinaire.
Puisserguier est arrosé par un affluent de l'Orb, le Lirou, qui connaît un régime d'oued et de fréquentes crues en automne. Au nord du village, en direction de Creissan, se trouve le Gourg de Fichoux, gouffre naturel toujours rempli d'eau fraîche même en période estivale.
| Cébazan  | Cazedarnes   |                     |
| Creissan | Puisserguier | Cazouls-lès-Béziers |
| Quarante | Capestang    | Maureilhan          |

### Hydrologie

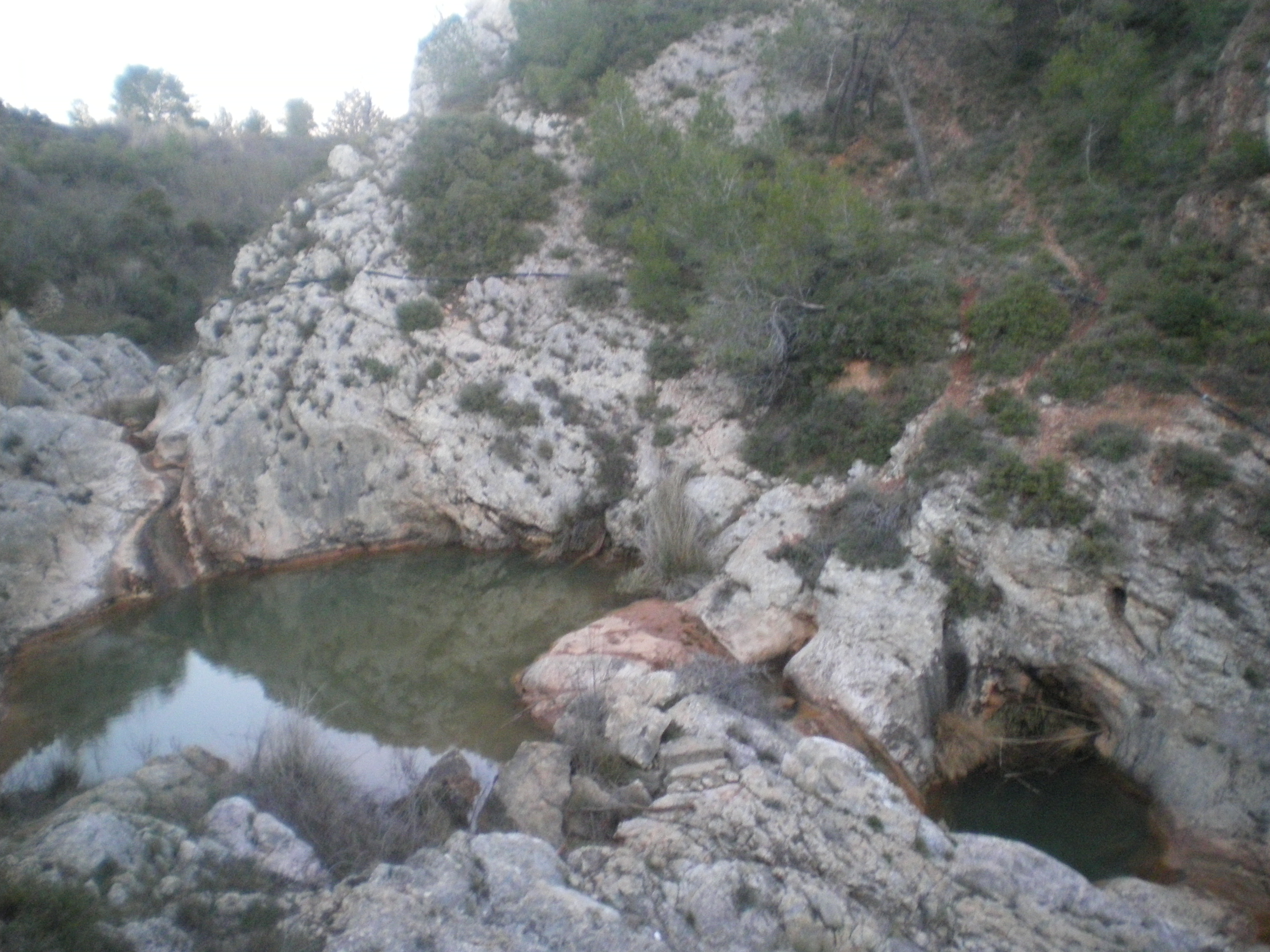
Gourg de Fichous.

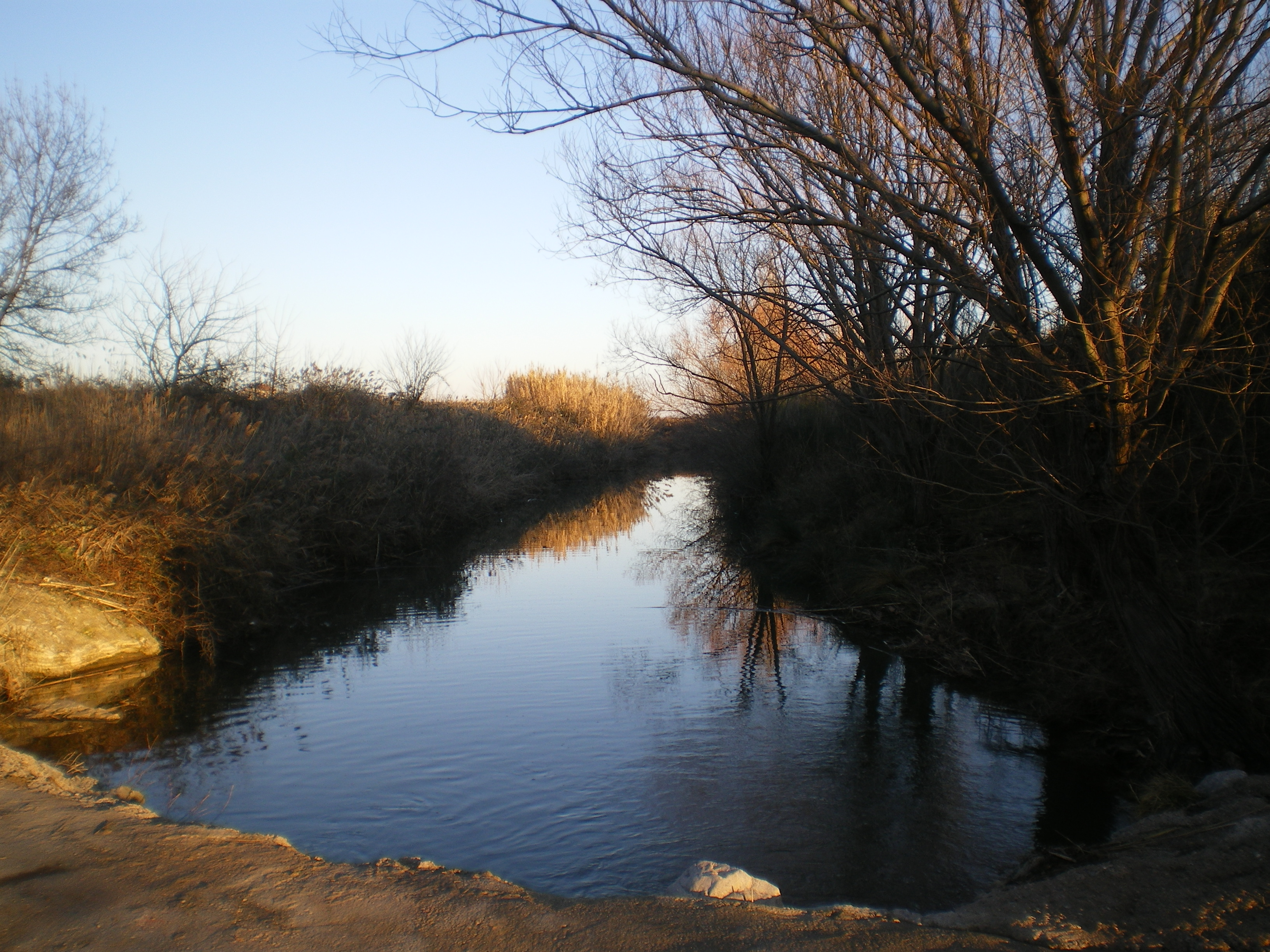
Le Lirou.

La commune est arrosée par le Lirou et ses ruisseaux affluents, au régime intermittent, très à sec en été. L'entretien du bassin du Lirou et de son lit a été confié au syndicat intercommunal d'aménagement du Lirou, maintenant intégré dans le syndicat mixte de la vallée de l'Orb.
À l'ouest, en direction du hameau de la Manière, se trouve le Gourg de Fichous, trou d'eau naturel. Dans cette zone se situent les forages hydrologiques dans les nappes phréatiques permettant d'alimenter la commune en eau potable (forages de Fichous et de la Manière).

### Climat
Pour des articles plus généraux, voir Climat de l'Occitanie et Climat de l'Hérault.
En 2010, le climat de la commune est de type climat méditerranéen franc, selon une étude s'appuyant sur une série de données couvrant la période 1971-2000. En 2020, Météo-France publie une typologie des climats de la France métropolitaine dans laquelle la commune est exposée à un climat méditerranéen et est dans la région climatique Provence, Languedoc-Roussillon, caractérisée par une pluviométrie faible en été, un très bon ensoleillement (2 600 h/an), un été chaud (21,5 °C), un air très sec en été, sec en toutes saisons, des vents forts (fréquence de 40 à 50 % de vents > 5 m/s) et peu de brouillards.
Pour la période 1971-2000, la température annuelle moyenne est de 14,5 °C, avec une amplitude thermique annuelle de 15,6 °C. Le cumul annuel moyen de précipitations est de 660 mm, avec 5,1 jours de précipitations en janvier et 2,6 jours en juillet. Pour la période 1991-2020, la température moyenne annuelle observée sur la station météorologique la plus proche, située sur la commune d'Argeliers à 12 km à vol d'oiseau, est de 15,8 °C et le cumul annuel moyen de précipitations est de 624,7 mm,. Pour l'avenir, les paramètres climatiques de la commune estimés pour 2050 selon différents scénarios d’émission de gaz à effet de serre sont consultables sur un site dédié publié par Météo-France en novembre 2022.

### Voies de communication et transports
Le village est desservi par le réseau routier : la D 612 (anciennement RN 112), la D 16, la D 134 ou encore la D 37E3 le traversent.
Il existe une ancienne gare ferroviaire désaffectée, jadis utilisée par le chemin de fer d'intérêt local.

### Hameaux et lieux-dits
- La Manière
- Le Four à Chaux
- Les Grenatières
- Malemort
- La Guiraude
- La Voulte
- Meyran
- Lussau
- Fabregat
- Les Grillères
- La Véronique
- Milhau
- Saint-Christophe
- Picatalent
- La Bauma
- Fontaine Marcousse
- Les Jasses
- Monplaisir

## Urbanisme

### Typologie
Au 1er janvier 2024, Puisserguier est catégorisée bourg rural, selon la nouvelle grille communale de densité à sept niveaux définie par l'Insee en 2022.
Elle appartient à l'unité urbaine de Puisserguier, une unité urbaine monocommunale constituant une ville isolée,. Par ailleurs la commune fait partie de l'aire d'attraction de Béziers, dont elle est une commune de la couronne,. Cette aire, qui regroupe 53 communes, est catégorisée dans les aires de 50 000 à moins de 200 000 habitants,.

## Histoire

### Préhistoire, Antiquité
2800 avant notre ère[réf. nécessaire] : une nécropole datant de l'âge du fer est mise au jour lors de travaux réalisés en 2003 en vue de la création d'une zone d'activité économique sur le territoire communal, en bordure de la RN112, en direction de Béziers, appelée « nécropole de la Rouquette ». Cette nécropole comprend plus de 250 tombes, toutes dans un remarquable état de conservation. Elles sont de forme circulaire pour la plupart et rectangulaires sinon. Certaines tombes contenaient des objets : fibules, broches, rasoirs, urnes funéraires contenant des cendres humaines… À l'époque, la nécropole était située au centre du village et ses habitants gravitaient autour, détruisant leurs habitations chaque fois que les terres n'étaient plus assez productives pour nourrir la population, avant d'aller s'installer sur un autre puèg (colline en occitan) pendant trois ou quatre générations. Et ainsi de suite jusque vers 500 avant notre ère. À l'issue des fouilles menées en 2003, la question de la conservation de la nécropole entraîna de nombreux débats. La proposition la plus farfelue était certainement l'idée de construire un supermarché avec une dalle transparente pour pouvoir admirer les tombes en faisant ses achats.[réf. nécessaire] Finalement, les archéologues, après avoir eu le temps de relever le maximum d'informations, de faire des clichés photographiques et des croquis, ont préféré que le site soit à nouveau enseveli sous des remblais, pour éviter toute détérioration de la nécropole sous l'effet de l'érosion ou de l'humidité.
Une maquette de la nécropole est en cours[Quand ?] de construction. Un moulage de tombe à l'échelle 1 a été réalisé. Les maquettes, documents photographiques et informatiques sont visibles au château de Puisserguier.

### Moyen Âge

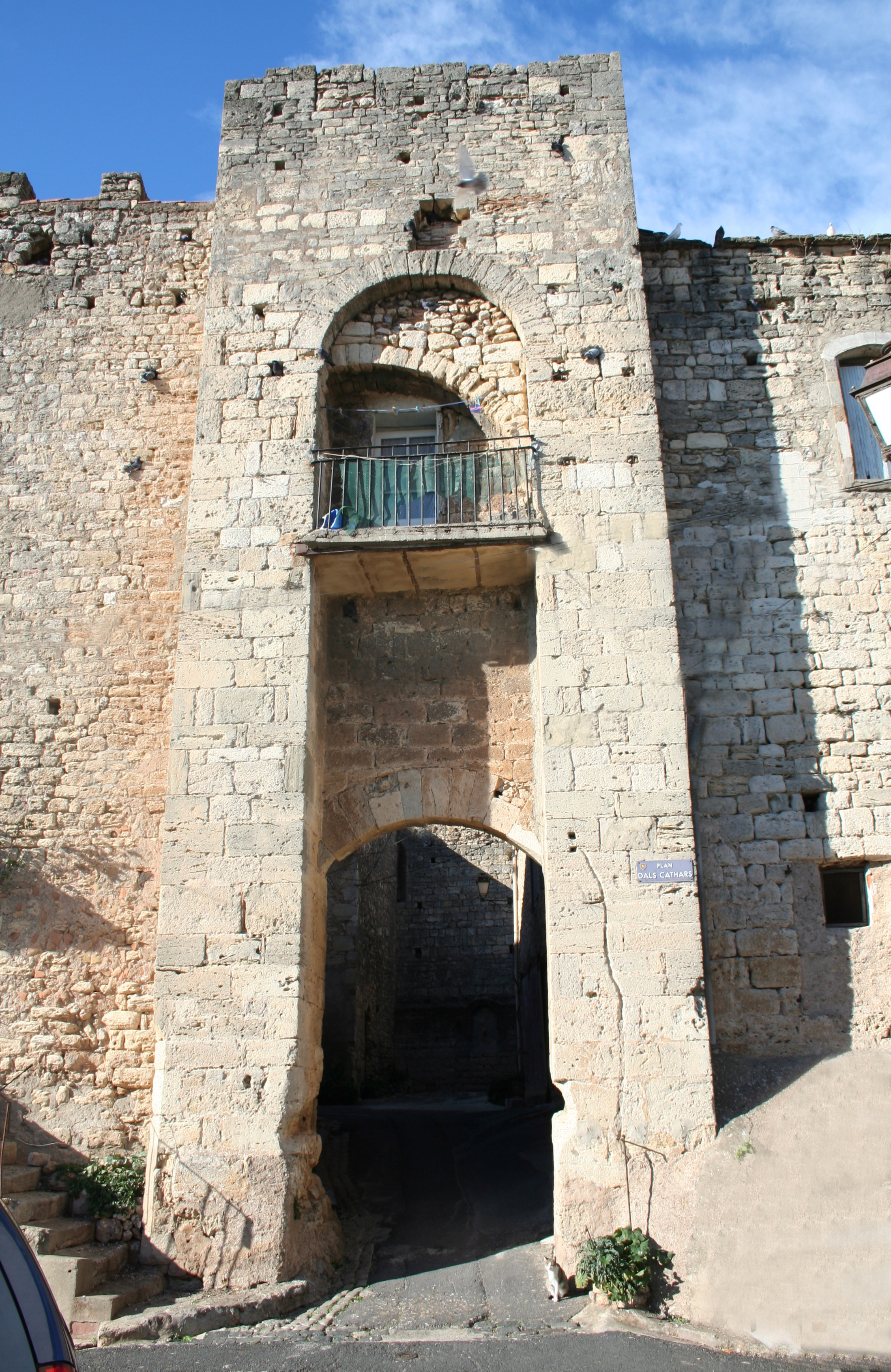
Entrée du château.

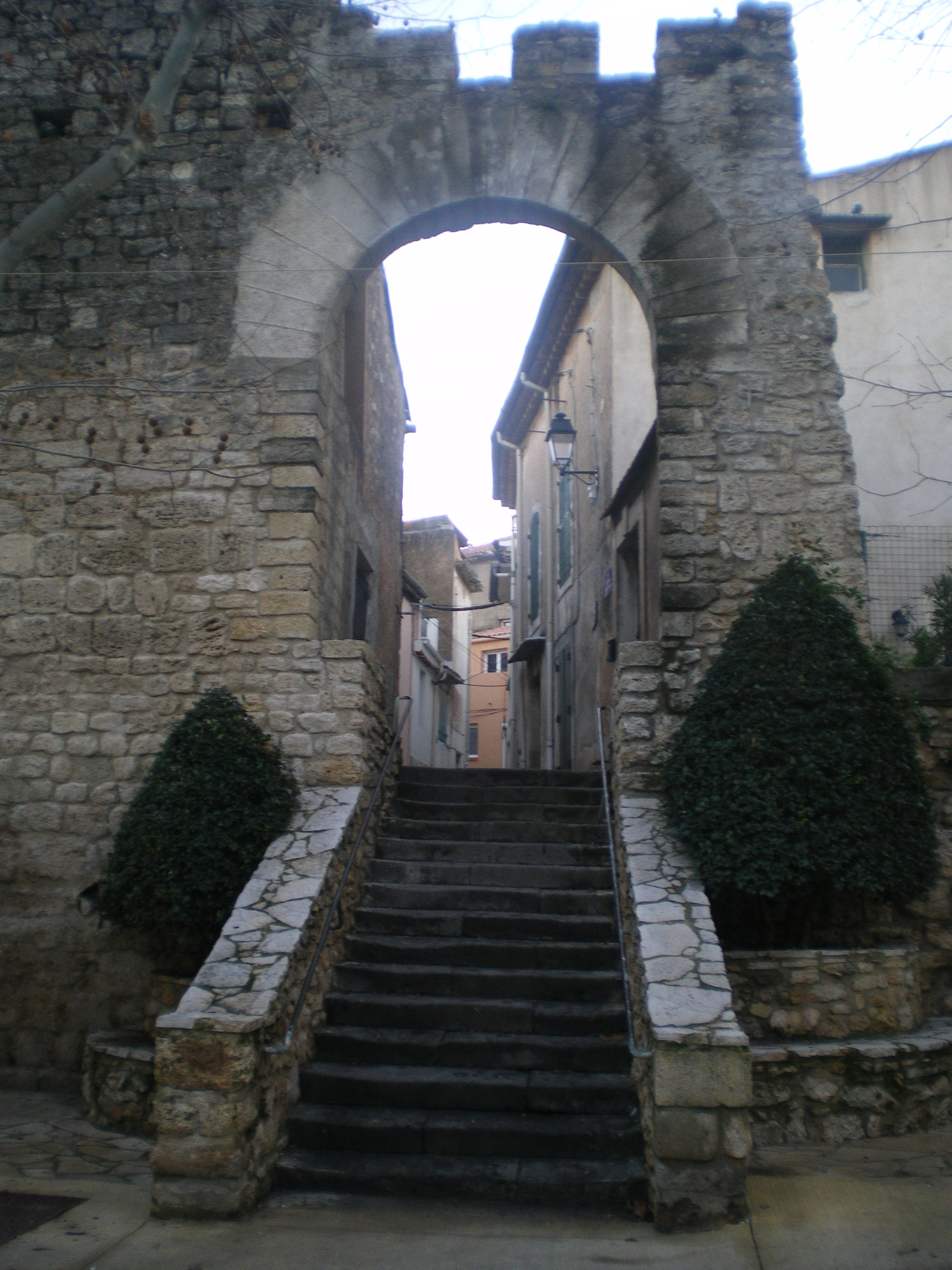
Ancienne porte

Puisserguier est une circulade. Vers l'an 1000, naissent les premiers villages bâtis sur le plan d'une circulade dans le Languedoc, notamment dans la région de Béziers. Les villages construits sur un plan circulaire semblent alors plus faciles à fortifier. Des remparts sont dressés tout autour du village.
La circulade de Puisserguier n'est pas exactement ronde : elle a plutôt la forme d'un écusson et son périmètre mesure plus de 750 mètres de long. Il n'y avait aucune tour dans l'enceinte pour défendre le village. La seule tour était alors le donjon du château. Au nord des remparts, avaient été creusés des fossés dont la profondeur n'est pas connue. Ces fossés peuvent aussi avoir servi d'égouts au cours de l'histoire du village et ont peu à peu été remblayés. Ils sont aujourd'hui recouverts par une esplanade plantée de platanes.
Trois portes sont aménagées : la porte de la Font vers le nord-est, la porte Neuve vers le nord-ouest et le portal biaisar au sud. Il existe bien une quatrième porte, également conservée, qui ouvre sur l'actuelle esplanade par la ruelle Georges-Jean Girvès, mais elle n'était pas destinée aux habitants du village car elle était privée (et fut plusieurs fois murée sous la pression des consuls du village).
XIVe siècle : construction de l'église actuelle, consacrée aujourd'hui à saint Paul (saint Thomas au Moyen Âge).

### Période moderne
1615 : une cloche est hissée au sommet du clocher de l'église Saint-Paul.
XVIIe siècle : construction du prieuré de Saint-Christophe, sur la colline éponyme, située à deux kilomètres au nord du village ; la chapelle a été édifiée sur les vestiges d'un tumulus d'un ancien temple romain.
1790 : Puisserguier est rattaché au diocèse de Montpellier et ne dépend plus alors de l'archevêché de Narbonne.

### Époque contemporaine

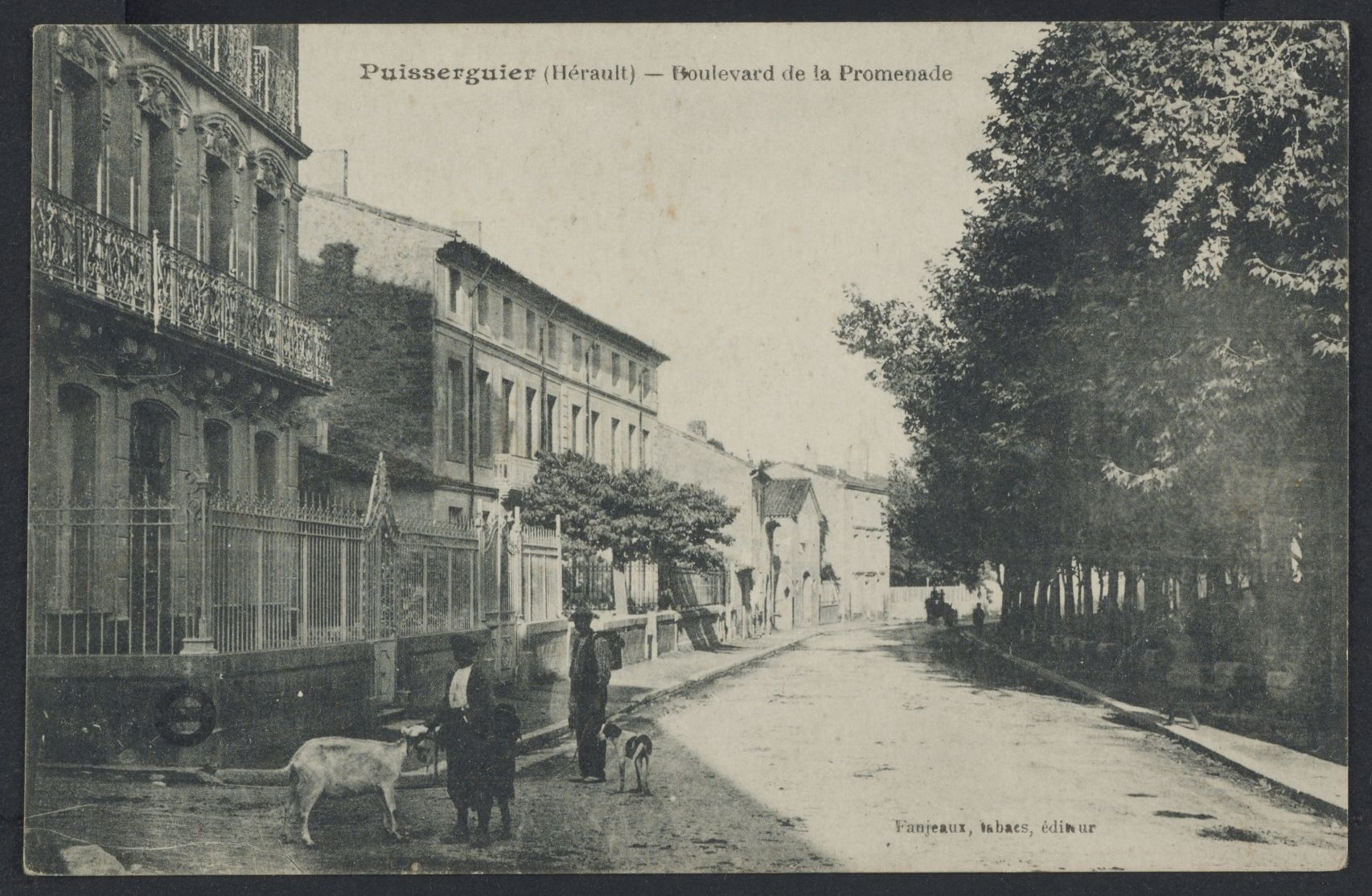
Carte postale du boulevard de la promenade (fin du XIXe siècle - début du XXe siècle

1850 : construction du pont sur le Lirou.
1858 : le cimetière situé route de Béziers est fermé. Un jardin public sera aménagé à sa place.
1885 : érection d'une statue représentant Marianne et les Droits de l'Homme à l'extrémité de l'esplanade. Cette statue en bronze a été créée par Pierre-Jules Gourp, né en 1857 à Laurens, dans son entreprise parisienne "Fabrique de Bronzes d'Art et d'Ameublements".
1936 : inauguration de la cave coopérative.
1944 : Maquis de Fontjun. Des Résistants de Puisserguier participent activement à ce maquis, certains sont capturés par les Allemands et fusillés à Béziers le 7 juin 1944.

### Histoire récente (depuis 1945)

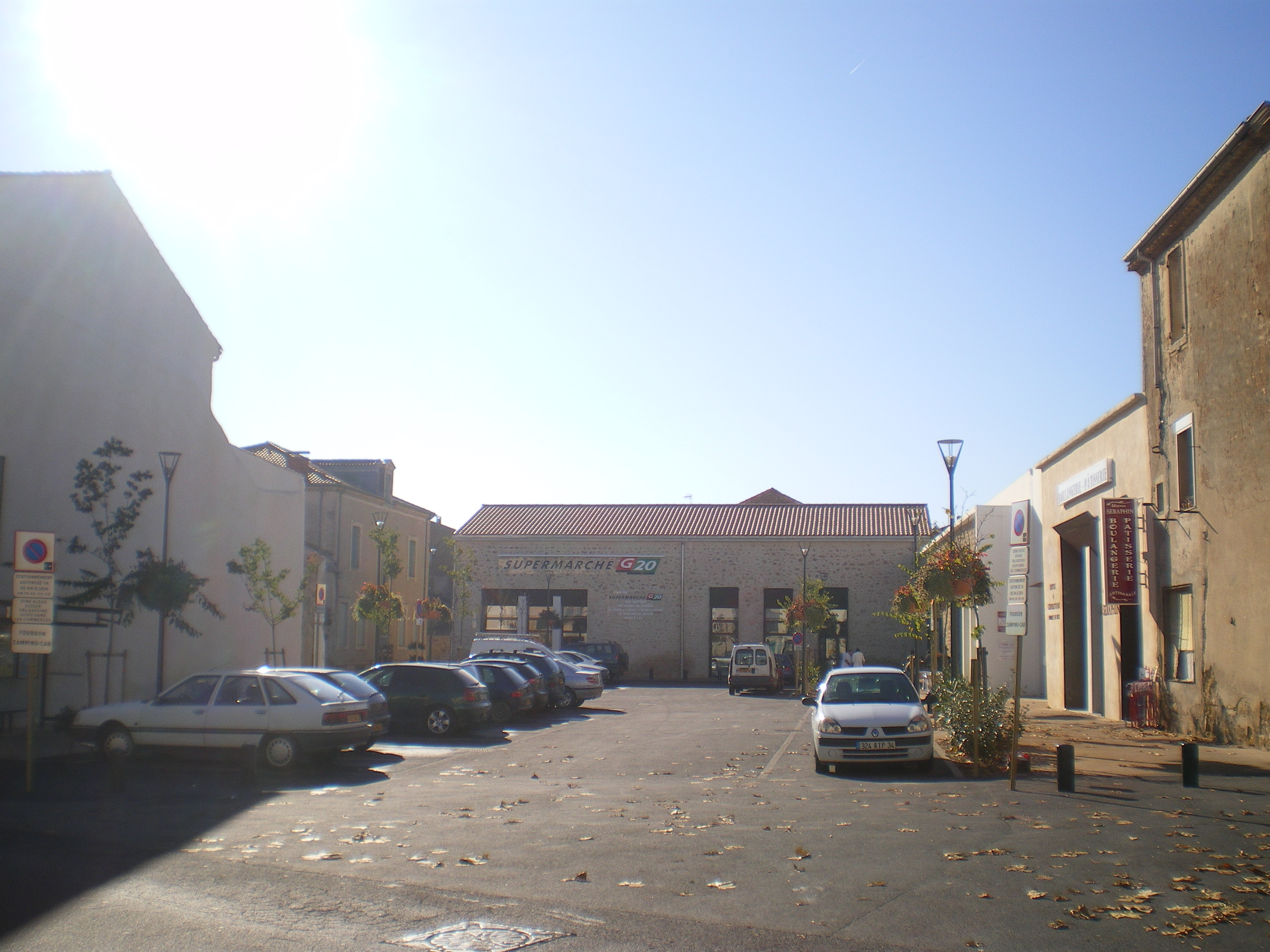
La nouvelle place de la République sur l'ancienne école Ste.Thérèse

1953 : inondations catastrophiques en décembre.
1971 : fermeture de la ligne de chemin de fer et de la gare de Puisserguier.
1975 : démolition d'une partie de l'église Saint-Paul.
1979 : déménagement de la Mairie dans l'ancienne maison de maître Abelanet. L'ancienne mairie, située place de l'église, sera plus tard transformée en logements sociaux.
1983 : victoire du club de rugby local (alors appelé l'Association Sportive Puisserguiéraine) en finale du championnat du Languedoc et défaite en demi-finale du championnat de France.
1996 : inondations meurtrières en janvier.
Le mois de décembre 1995 a été particulièrement pluvieux, avec de nombreux épisodes cévenols de fortes pluies. Les cours d'eau ont débordé, notamment l'Orb à Béziers dans le quartier du Faubourg. Le mois de janvier 1996 est lui aussi extrêmement arrosé, surtout entre le 21 et le 29 du mois, dans l'ouest du département de l'Hérault. Les sols sont saturés d'eau et ne peuvent plus absorber le trop-plein de précipitations.
Dans l'ouest du département de l'Hérault, en fin de journée, le 28 janvier 1996 éclate une intense activité orageuse (avec des masses pluvieuses formées au-dessus du golfe du Lion, en mer Méditerranée). Cet orage très violent se poursuivra dans la nuit du 28 au 29, avec de forts cumuls de précipitations (plus de 200 mm d'eau tombent sur Puisserguier). Dans le village, l'électricité est coupée durant une grande partie de la nuit.
Le ruissellement est alors très important, les sols gorgés d'eau depuis plus d'un mois ne pouvant plus absorber l'eau. Une énorme coulée de boue et d'eau se forme en amont du village, sur les versants de la colline de Saint-Christophe. La coulée de boue traverse alors soudainement le village, coupant la RN 112, et empruntant les rues du village pour rejoindre le ruisseau de Savignol et le Lirou, affluent de l'Orb.
Il y a quatre victimes (dont deux enfants). Les dégâts sont considérables : l'école primaire est dévastée, des commerces et des habitations inondés et remplis de boue, des dizaines de véhicules emportés et entassés çà et là, des vignes arrachées par le courant, les caravanes et les manèges de la fête foraine détruits, les rues défoncées (dans certaines rues l'eau a dépassé 2,5 mètres de hauteur). Il faudra plusieurs semaines pour remettre le village en état, avec le renfort de nombreux bénévoles.
Le lundi suivant, le village reçoit la visite de nombreux élus : Alain Juppé, alors Premier ministre, Jean-Louis Debré et Marcel Roques venus soutenir la population et le maire du village, Francine Sénégas. Le village reçoit aussi le renfort de la sécurité civile et de nombreux pompiers. Depuis cette date, de nombreux travaux d'aménagement contre les inondations ont été accomplis.
1998 : le 3 octobre, inauguration de la nouvelle école primaire, école Font-Claire, située à l'extérieur du village, près de la RN112, en direction de Béziers. L'ancienne école primaire a été dévastée lors des inondations de 1996 (en attendant la nouvelle école, les élèves du village étaient scolarisés au collège Paul-Bert de Capestang).
2000 : ouverture d'une usine d'embouteillage à proximité de la cave coopérative.
2001 : naissance d'un club de football à Puisserguier, né de la fusion avec un village voisin, Creissan, le Sporting-Olympique-Creissan-Puisserguier, aujourd'hui devenu Olympique Midi Lirou. En juin 2008, un nouveau club est créé : l'Association Sportive Midi Lirou Vernazobre, dont le territoire de recrutement s'étend jusqu'à Saint-Chinian.
2005 : naissance du club de rugby de l'ABB.XV, Avenir Bleu et Blanc, entente avec les villages de Quarante et Capestang.
2006 : la MJC de Puisserguier fête ses quarante années d'existence.
2006 : inauguration de la nouvelle maison de retraite Lou Castellas.
2007 : inauguration de la nouvelle place de la République (ancienne école Sainte-Thérèse).
2008 : inauguration de la nouvelle école maternelle, à proximité de l'école Fontclaire, avec de nouveaux locaux pour le CLAE.
2008 : le 8 mai, pose d'une plaque commémorative en l'honneur de Joseph Lanet au jardin public, qui s'appelle désormais « Espace Joseph-Lanet ».
2009 : championnat de France ULM, du 31 mai au 6 juin, sur la base ULM de Puisserguier.
2009 : la cave coopérative, accusant un énorme déficit (de l'ordre de 2 millions d'euros), accepte d'être englobée par les Vignerons d'Ensérune (groupe de plusieurs caves coopératives du secteur ouest biterrois) afin d'éviter une liquidation pure et simple. L'usine d'embouteillage et le caveau de vente de Roueïre sont mis en vente. Une page de la coopération se tourne pour le village.
2010 : inauguration de nouvelles tribunes au stade municipal, en présence du sénateur Robert Tropéano; pose d'une plaque commémorative, sur la mairie, lors du 70e anniversaire de l'appel du général De Gaulle ; élection d'un conseil municipal des Jeunes ; début des travaux de la future station d'épuration, avec bassins utilisant de l'apatite comme filtre et plantés de roseaux, une des plus grandes de France de ce genre ; dans le chœur de l'église Saint-Paul, restauration de deux tableaux du peintre carcassonnais Jacques Gamelin: "Saint-Paul sur le chemin de Damas" et "La guérison de Saint-Paul par Ananie".
2011 : travaux de rénovation de la statue de la Marianne. Élaboration du nouveau PLU (Plan Local d'Urbanisme), qui devrait être achevé dans les mois qui suivent. Le 27 mars, Jean-Noël Badenas, maire, est réélu conseiller général du canton de Capestang. Travaux de restauration des façades de l'église Saint-Paul. Découverte de plafonds peints, datant du XVe siècle, comparables à ceux du château de Capestang, dans un ancien café du village, surnommé "Le Trastet" et initialement voué à la destruction. La D.R.A.C. a facilité la demande de classement de ce plafond peint aux Monuments Historiques.
2012: au mois de février, début de la mise en service de la nouvelle station d'épuration, plantée de roseaux.
2013 : le 15 octobre, inauguration de l'Unité de Production Culinaire qui dessert 8 collèges du Biterrois (2 000 repas/jour). Cette UPC est prévue pour 5 000 repas/jour.

## Toponymie
Le nom de Puisserguier est d'origine gallo-romaine.
- 1146 : Castrum de Podio Serigorio, que l'on peut traduire en français par château de la butte de Serigorius.
- 1171 : Texte mentionnant le "Podium sirigorium quondam vovatum de Petro Serigorio" : butte ainsi appelée du nom de Pierre Serigorus.
- Successivement : Podium Sugarium, Puech Serguier, Puyssarguier et Puisserguier.

## Politique et administration
| Période   | Période   | Identité           | Étiquette | Qualité                                                                 |
| --------- | --------- | ------------------ | --------- | ----------------------------------------------------------------------- |
| 1800      | 1808      | De Rouvière        |           |                                                                         |
| 1808      | 1815      | De Lescure         |           |                                                                         |
| 1815      | 1825      | De Rouvière        |           |                                                                         |
| 1825      | 1830      | Gabriel Mas        |           |                                                                         |
| 1830      | 1831      | Célestin Fabrier   |           |                                                                         |
| 1831      | 1839      | Jacques Gasc       |           |                                                                         |
| 1839      | 1841      | Eugène Cabrier     |           |                                                                         |
| 1841      | 1848      | Aimé Guilhaumon    |           |                                                                         |
| 1848      | 1851      | Jacques Gasc       |           |                                                                         |
| 1851      | 1870      | Benoît Rivière     |           |                                                                         |
| 1870      | 1873      | Jean Cau           |           |                                                                         |
| 1873      | 1875      | T. Lavigne         |           |                                                                         |
| 1875      | 1884      | Paul Delaperousse  |           |                                                                         |
| 1884      | 1885      | Joseph Guilhaumon  |           |                                                                         |
| 1885      | 1888      | Lucien Bonnet      |           |                                                                         |
| 1888      | 1912      | Joseph Guilhaumon  |           |                                                                         |
| 1912      | 1925      | Charles Guilhaumon |           |                                                                         |
| 1925      | 1929      | Albert Bousquet    |           |                                                                         |
| 1929      | 1941      | Georges Pujol      |           |                                                                         |
| 1941      | 1943      | Georges Girves     |           |                                                                         |
| 1943      | 1945      | Paul Besse         |           |                                                                         |
| 1945      | 1965      | Edmond Garrigues   | SFIO      | Viticulteur, Négociant en vin                                           |
| 1965      | 1990      | Lucien Dacharry    |           | Instituteur                                                             |
| 1990      | mars 2001 | Francine Sénégas   |           | Commerçante                                                             |
| mars 2001 | mars 2008 | Jean-Claude Jany   | SE        | Employé de banque                                                       |
| mars 2008 | En cours  | Jean-Noël Badenas  | PS        | Viticulteur Conseiller régional, Président de la Communauté de communes |

## Population et société

### Démographie
L'évolution du nombre d'habitants est connue à travers les recensements de la population effectués dans la commune depuis 1793. Pour les communes de moins de 10 000 habitants, une enquête de recensement portant sur toute la population est réalisée tous les cinq ans, les populations de référence des années intermédiaires étant quant à elles estimées par interpolation ou extrapolation. Pour la commune, le premier recensement exhaustif entrant dans le cadre du nouveau dispositif a été réalisé en 2004.

En 2022, la commune comptait 3 034 habitants, en évolution de +6,64 % par rapport à 2016 (Hérault : +7,49 %, France hors Mayotte : +2,11 %).
| 1793  | 1800  | 1806  | 1821  | 1831  | 1836  | 1841  | 1846  | 1851  |
| ----- | ----- | ----- | ----- | ----- | ----- | ----- | ----- | ----- |
| 1 218 | 1 175 | 1 266 | 1 314 | 1 610 | 1 670 | 1 745 | 1 850 | 1 828 |

| 1856  | 1861  | 1866  | 1872  | 1876  | 1881  | 1886  | 1891  | 1896  |
| ----- | ----- | ----- | ----- | ----- | ----- | ----- | ----- | ----- |
| 1 990 | 2 200 | 2 365 | 2 574 | 2 806 | 2 997 | 3 091 | 3 516 | 3 759 |

| 1901  | 1906  | 1911  | 1921  | 1926  | 1931  | 1936  | 1946  | 1954  |
| ----- | ----- | ----- | ----- | ----- | ----- | ----- | ----- | ----- |
| 3 754 | 3 506 | 3 526 | 3 560 | 3 451 | 3 501 | 3 271 | 2 601 | 2 512 |

| 1962  | 1968  | 1975  | 1982  | 1990  | 1999  | 2004  | 2006  | 2009  |
| ----- | ----- | ----- | ----- | ----- | ----- | ----- | ----- | ----- |
| 2 387 | 2 385 | 2 197 | 2 219 | 2 432 | 2 482 | 2 631 | 2 646 | 2 827 |

| 2014  | 2019  | 2022  | - | - | - | - | - | - |
| ----- | ----- | ----- | - | - | - | - | - | - |
| 2 820 | 3 037 | 3 034 | - | - | - | - | - | - |

### Enseignement

#### Enseignement primaire
L'ancienne école privée Sainte-Thérèse, fermée à cause des inondations de 1996, a été détruite en 2006 pour l'aménagement de la nouvelle place de la République.
L'école primaire de type "Jules Ferry" a été accidentellement détruite lors des inondations de 1996.
1998 : la nouvelle école élémentaire, école Font-Claire, est inaugurée.
2008: fermeture de l'ancienne école maternelle Les Jeunes Pousses; les élèves sont accueillis dans les locaux de la nouvelle école maternelle construite à côté de l'école Font-Claire.
Septembre 2008: les écoles maternelle et élémentaire sont unies au sein de l'école primaire Font-Claire. L'école maternelle comprend 4 classes, l'école élémentaire 6 classes.

#### Périscolaire
Garderie CLAE « Les Pitchounets ».
Réseau d'assistantes maternelles (RAM) (à l'initiative de la communauté des communes).

#### Enseignement secondaire
Avant la rentrée 2007, les élèves du village étaient rattachés au collège de Capestang.
Depuis la rentrée 2007, après modification de la carte scolaire, les élèves vont au collège de Quarante.
Après le collège, les élèves sont rattachés au lycée Henri IV de Béziers, ou, selon les choix d'orientation, au lycée Jean Moulin de Béziers, à 18 km, ainsi qu'au Lycée d'Enseignement Professionnel Jean Mermoz à Béziers.

### Santé
2 médecins généralistes, 1 dentiste, 1 orthophoniste, 1 podologue, 4 infirmières, 2 kinésithérapeutes, 2 pharmacies, 1 service d'ambulances, un centre médical "Le Chardonnay",
1 maison de retraite "Lou Castellas"

### Lieux de culte

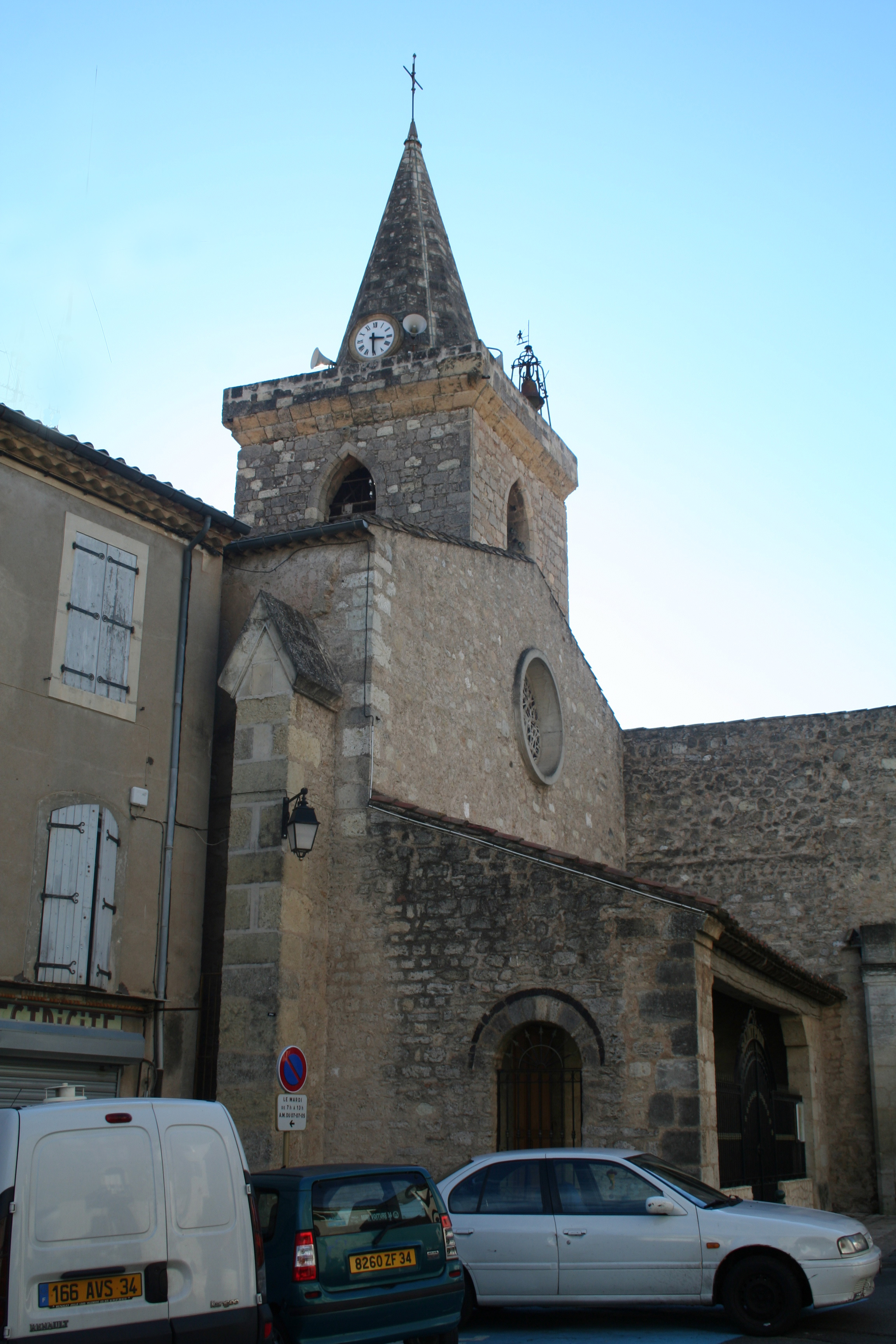
Église Saint-Paul.

L'église Saint-Paul, au centre du vieux village, fait face à l'ancien château. Elle date du XIVe siècle et est de style néo-gothique, sur assise romane. À l'intérieur mobilier et tableaux classés.
La chapelle de Saint-Christophe, sur la colline du même nom. Chaque année, une kermesse est organisée.
Les ruines de l'ancienne chapelle de Saint-Vincent.

## Activités économiques

### Viticulture
- Vignerons des Pays d'Ensérune (VPE), (la cave de Puisserguier ayant été absorbée par ce groupement de caves en 2009): production d'AOC (appellation d'origine contrôlée) AOC Saint-Chinian et AOC Languedoc (ex Coteaux du Languedoc), et des vins IGP (Indication géographique protégée, ex vins de pays) y compris les vignerons indépendants.

### Oléiculture
Moulin à huile « Lo Moulinet ». L'installation récente de ce pressoir à huile d'olive a redynamisé l’oléiculture dans le village. Certaines parcelles vouées autrefois à la viticulture sont aujourd'hui plantées d'oliviers.

### Trufficulture
Sur certains terrains du pech de Saint-Christophe et des collines de la Manière des truffières ont été plantées.

## Secours
- Caserne de sapeurs-pompiers : le local des pompiers est sis rue Maurice Bousquet, en direction de Béziers.
- Police municipale, en mairie.

## Marchés
- Marché hebdomadaire sur la Promenade le vendredi matin.
- Marché place de l'église le mardi matin.
- Marché aux puces vide-grenier tous les premiers dimanches du mois.
- Marché aux produits du terroir en juillet.

## Culture locale et patrimoine

### Lieux et monuments

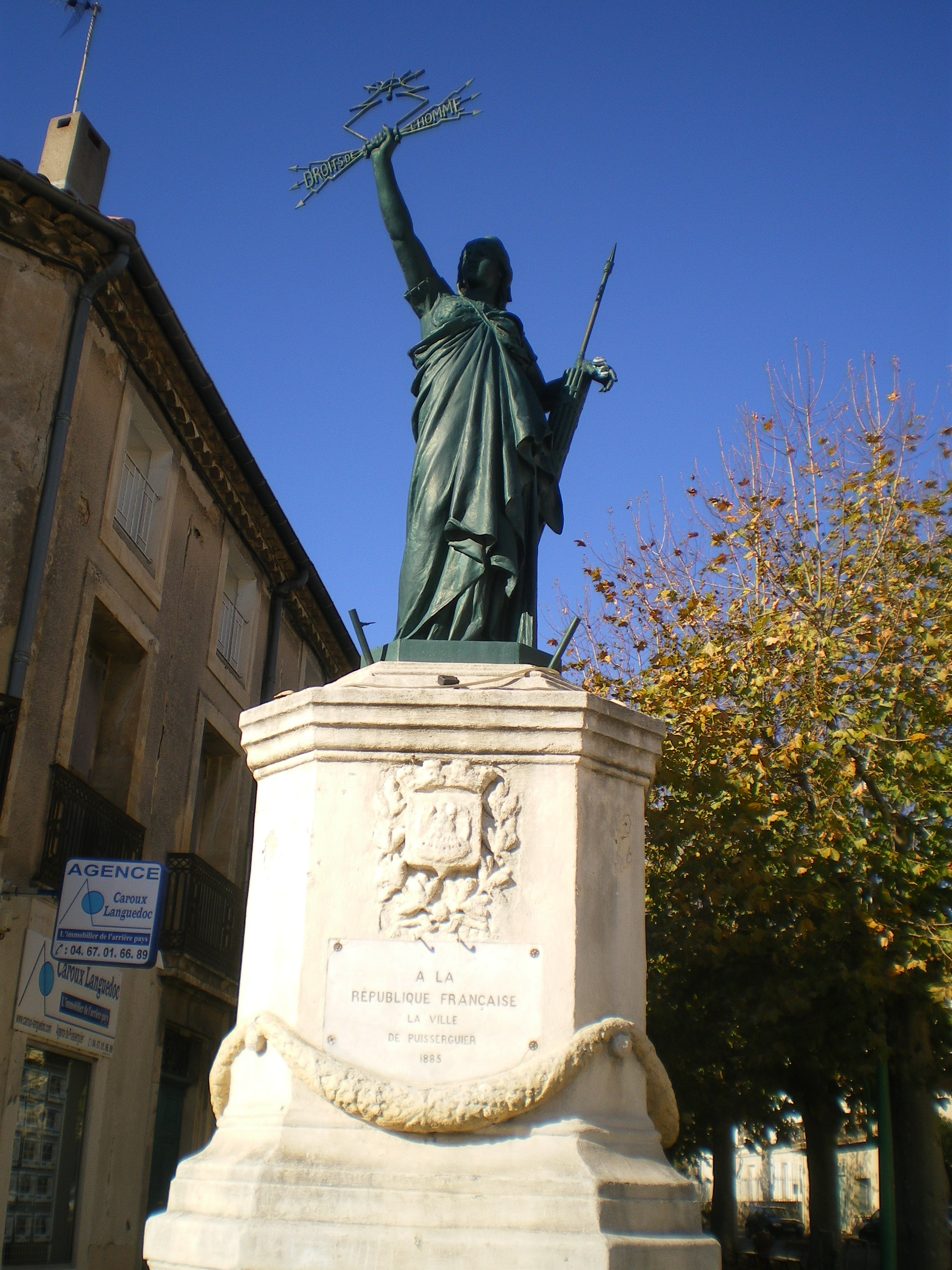
La Marianne, lieu de rencontre

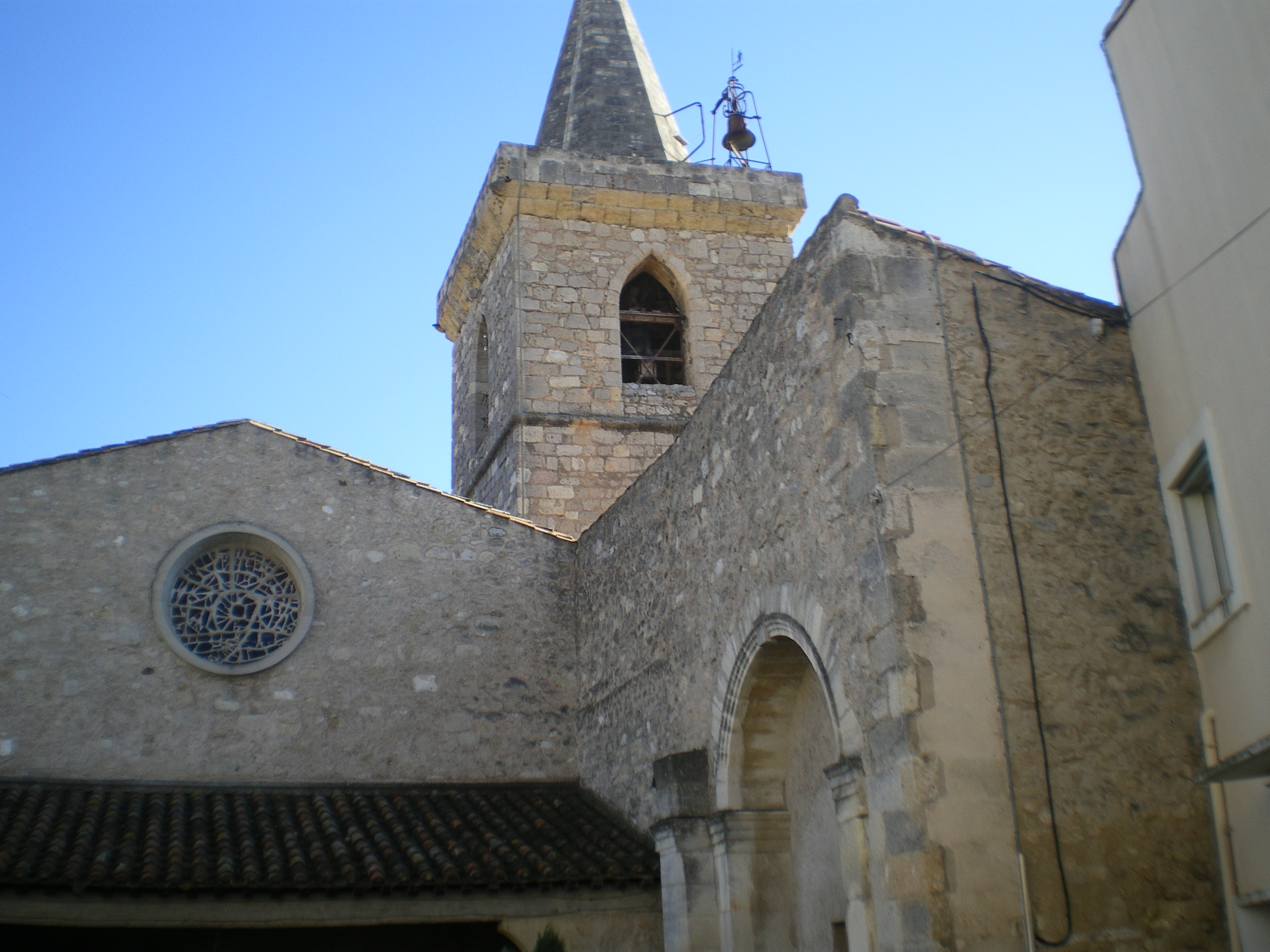
Église Saint-Paul

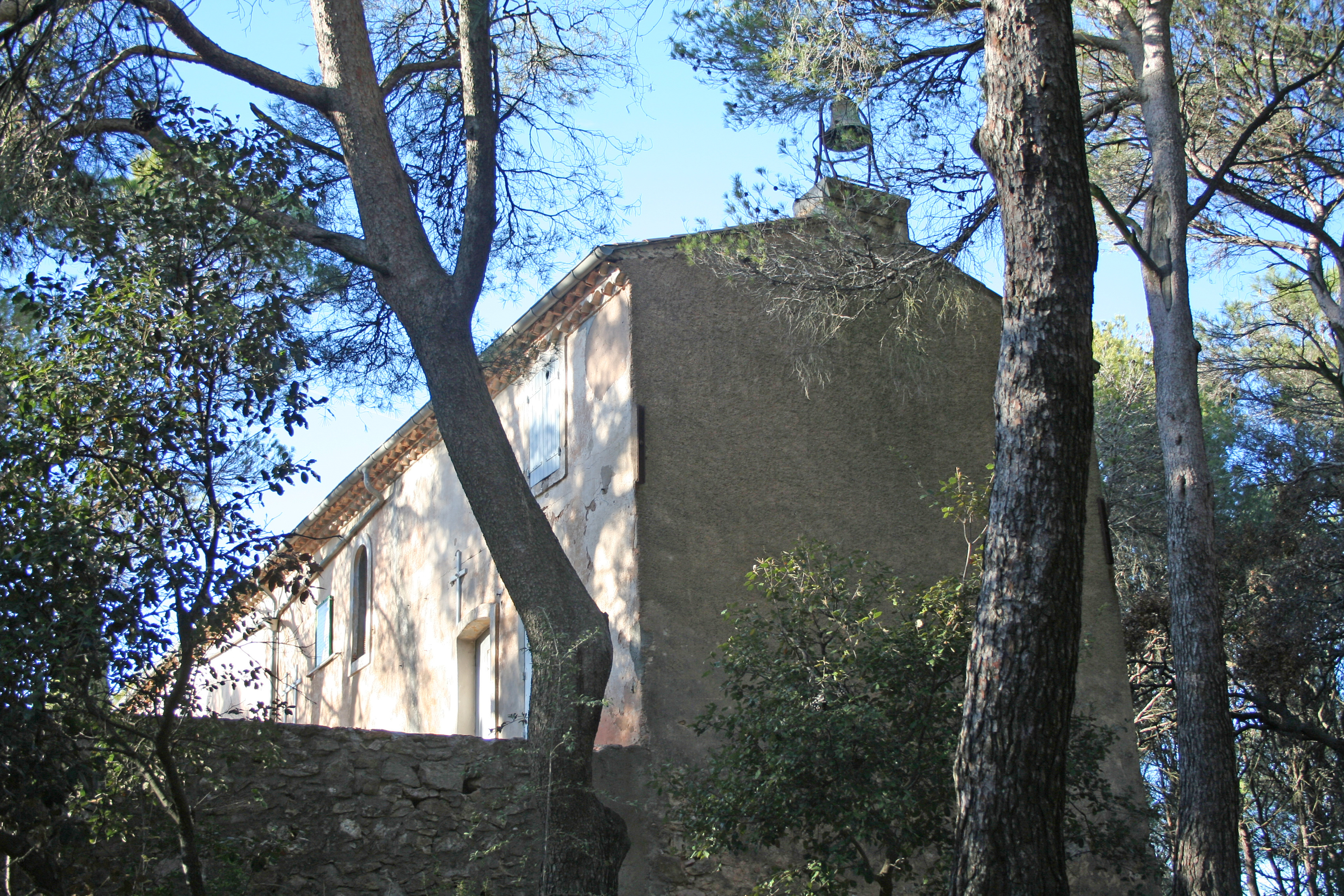
Chapelle-prieuré Saint-Christophe.

- Chapelle-prieuré Saint-Christophe.Le prieuré de Saint-Christophe. Une statue de saint Sébastien en bois polychrome haute de 110 cm, de la fin du XVe siècle et rénovée à une époque récente a été déclarée objet classé le 23 octobre 1974, tout comme des bas-relief provenant de l'ancienne chaire, un calice doré. La table d'autel en pierre d'époque mérovingienne portant l'inscription CHILDEBERTUS PBR a été classée le 30 janvier 1950, en même temps que le retable de saint Pons en marbre, les statues du bon pasteur et de la vierge à l'enfant en bois doré. La statue de saint Antoine Ermite du XVIe siècle en bois polychrome a été classée le 10 novembre 1980[21].
- La Marianne, statue érigée en 1885, représente la République tenant le faisceau de licteur avec piqué et brandissant les foudres des droits de l'homme et porte comme dédicace sur la face principale du socle « A LA REPUBLIQUE LA VILLE DE PUISSERGUIER 1885 »[21].
- Église de la Conversion-de-Saint-Paul de Puisserguier.
- Chapelle Saint-Vincent de Puisserguier.
- Chapelle Saint-Christophe de Puisserguier.
- Les ruines de la chapelle Saint-Vincent.
- Le château, vestige du Moyen Âge, inscrit aux monuments historiques[22].
- Le vieux village, construit sur le plan d'une circulade.
- La porte de l'ancien pont-levis.
- Le jardin public.
- Le hameau de La Manière.
- Le hameau de Milhau.
- Le gourg de Fichoux.
- La nécropole de La Rouquette.

### Vie associative

#### Associations sportives
- Football : Club de football de  L'Avenir Sportif Sang et Or 34], créé en juin 2008.
- Rugby à XV : Club de rugby de l'ABB XV.
- Club de pétanque "La Boule des Arts".
- Tennis, boxe française, tae kwon do, gymnastique, tir à l'arc...activités sportives proposées par la MJC de Puisserguier.
- "Plein Gaz": club de moto-cross et de quad.
- Club ULM Le Pélican du Lirou . Les membres de ce club ont remporté de nombreux titres, tant au niveau national que régional, dans les différentes catégories que propose ce sport.

#### Associations culturelles
Une salle des associations existe dans le village.
- MJC : la MJC de Puisserguier  créée en 1966.
- Bibliothèque municipale fonctionne sur le village.
- Association "Los Festéjaïres" qui s'occupe bénévolement des fêtes du village.
- Confrérie des Chevaliers Vignerons de Saint Christophe: confrérie bacchique, qui fait la promotion des vins du village, créée en 1990.
- Association des Anciens Combattants de Puisserguier.
- Les MémoiRes de Puisserguier, association qui vise à entretenir la mémoire du village, à travers diverses expositions et animations, l'enregistrement des paroles des anciens du village, la recherche de documents anciens.
- A.R.E.S.P: Association de Recherche, d'Échanges et de Sauvegarde des Patrimoines créée en 2009
- Les ARTS DOCKS, association culturelle créée en 2010.
- Association "Maquisards Reconstitutions"
- L'association Atelier 4 produit des pièces de théâtre dans le village et au-delà
- Danse africaine : Fernand Koala, maître djembé originaire du Burkina Faso, organise des cours et des stages de danse africaine à la MJC de Puisserguier.
- Puisserguier Tarot Tranquille : club de tarot.
- Diane puisserguiéraine : société de chasse.

### Festivités
- Fête de la musique prématurée, vers la fin du mois de Mai.
- Fête d'été: week-end précédant le dernier mardi du mois de juillet.
- Fête d'hiver: dernière semaine de janvier.
- Fête du vin primeur: troisième week-end d'octobre.
- Bourse au matériel agricole d'occasion (en même temps que la fête du primeur).
- Carnaval des écoles.
- Festival « Fêtons Cirque » au mois de mai.

### Vie musicale
- Le groupe Goulamas'k est basé sur la commune.
- Un groupe de ska-punk : Kroska.
- Un groupe de frock : Fightorpeacemotte
- Un groupe de musique rock: Faits Divers.
- Deux orchestres de bal : le groupe Champagne et le groupe Prémium, avec Caroline Baldoni.
- Une chorale à la MJC.
- Cours de percussions africaines.

### Sentiers de randonnée
- La commune est parcourue par des sentiers de randonnée pédestre, balisés: un sentier sur la colline de Saint-Christophe (12,5 km de long pour un dénivelé de 106 mètres).
- Le GR 78-7 chemin de Saint-Jacques-de-Compostelle traverse le territoire communal, chemin transversal reliant la via Domitia à la via Tolosana.
- Centre du village : parcours le long des rues de la circulade.

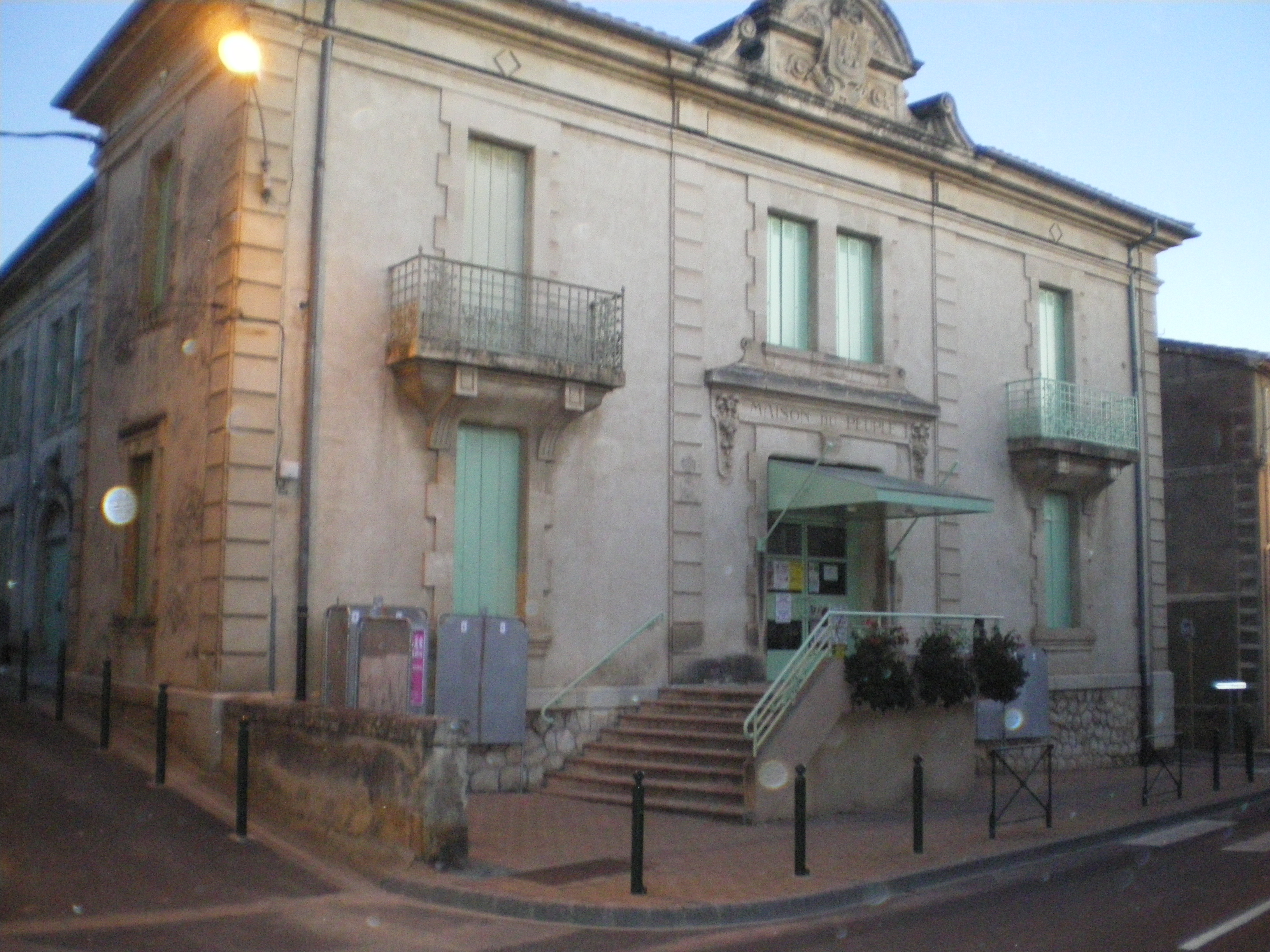
La Maison du Peuple

### Divers
- Maison du Peuple. Construite à la fin du XIXe siècle, la Maison du Peuple a servi de salle de cinéma et de salle de spectacles. Elle accueille aujourd'hui de nombreuses animations, des représentations théâtrales, des concerts, des repas dansants, des thés dansants, et des lotos tous les dimanches d'octobre à avril. C'est aussi dans cette salle que se déroulent les réunions publiques.
- Musée-récit, magasin d'exposition 1900-1950 : Joël Roure fait visiter sa collection privée aux amateurs (entrée gratuite sur rendez-vous). Les motos sont replacées dans le contexte de leur époque grâce à des mises en scène et la reconstitution d'un magasin de cycles et motocycles des années 1900-1950. Exposition permanente de modèles de motos en Meccano, avec la moto la plus petite du monde. Deux autos, une 5 CV Citroën cabriolet (1923) et une Ford T (1914), viennent s’ajouter aux collections de motos. Maquette de Cinématographe ambulant 1900 et caméra des frères Lumière.

### Personnalités liées à la commune

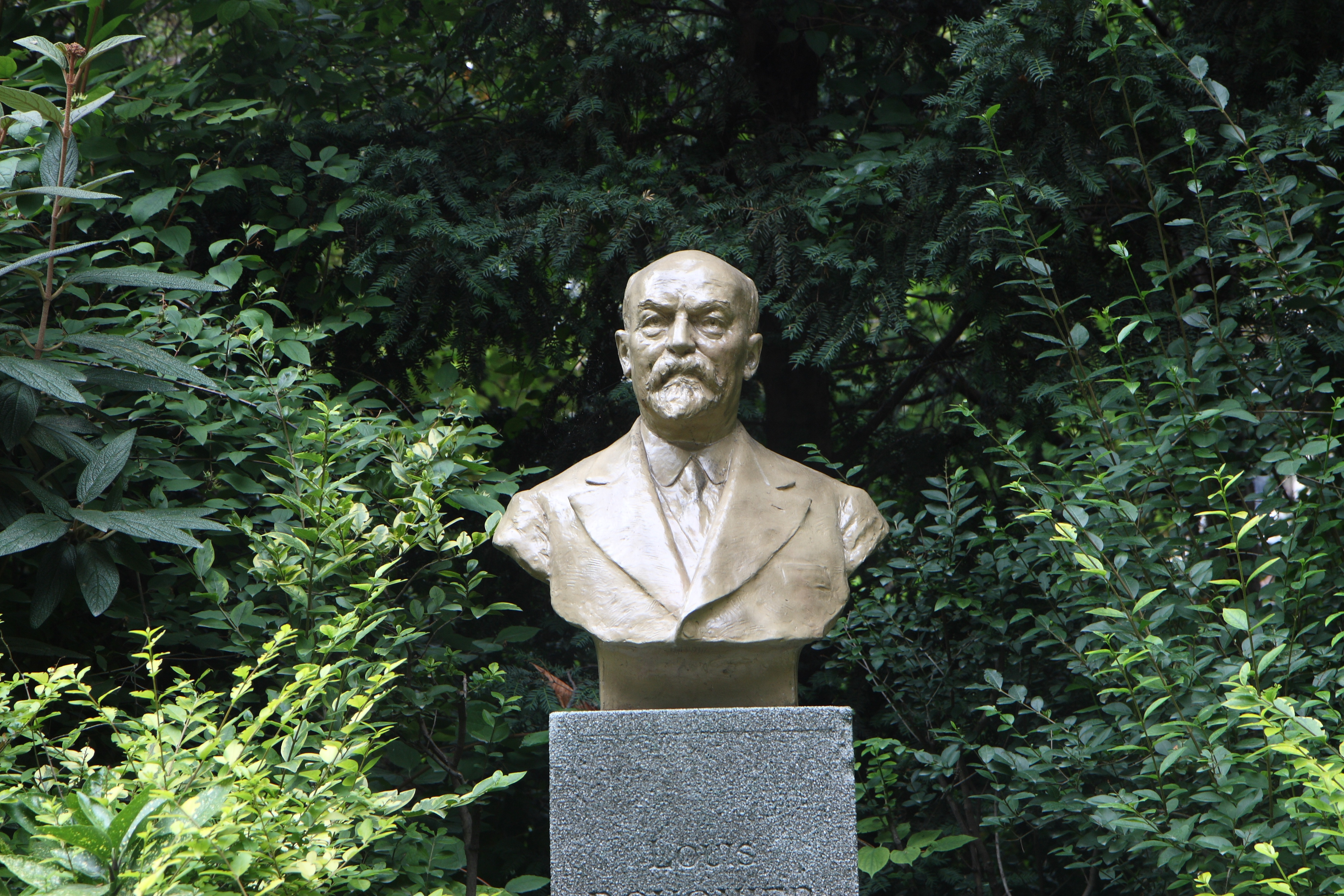
Buste de Louis Rouquier

- Louis Rouquier : Buste de Louis Rouquier (1863-1939) est un écrivain occitan, très prolifique, sous le nom de Lo Bourret et homme politique français, ancien maire de Levallois-Perret, de 1919 à 1939. Dans cette ville de la banlieue parisienne, il existe une statue de Louis Rouquier. Il est inhumé à Puisserguier.
- Edmond Garrigues : 1886-1979, résistant et ancien maire de la commune de 1945 à 1965.

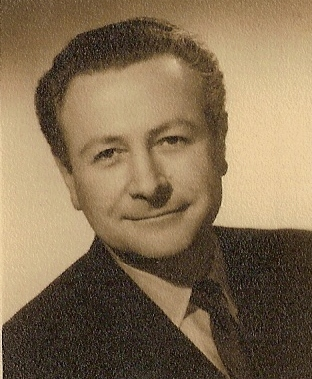
Joseph-Pierre Lanet

- Joseph-Pierre Lanet :  Joseph-Pierre Lanet né le 20 décembre 1912 à Puisserguier et décédé le 6 septembre 1974 à Rivesaltes (Pyrénées-Orientales), connu dans la Résistance française sous les noms Lacaze, Séverac, Guiraud puis Barthès, est un homme politique français. Ancien député et sénateur, il a aussi été secrétaire d'État à l'Enseignement technique, à la Jeunesse et aux Sports au sein du gouvernement Pierre Mendès France. Il est inhumé à Puisserguier.
- André Herrero : né le 28 janvier 1938 à Puisserguier. Ancien joueur de rugby au R. C. Toulon, international avec 22 sélections en équipe de France entre 1963 et 1967. Il a joué deux finales du championnat de France, en 1968 et 1971, cette année-là contre l'A. S. Béziers où il eut plusieurs côtes cassées.
- Alain Estève dit « Le Grand » : né le 15 septembre 1946 à Castelnaudary, joueur de rugby ayant porté haut les couleurs de l'A. S. Béziers. Alain Estève a été huit fois champion de France de rugby et a connu 21 sélections en équipe de France. Il vit actuellement dans la commune de Puisserguier.
- Daniel Herrero : né le 19 juin 1948 à Puisserguier. Joueur de rugby à XV au R. C. Toulon au poste de troisième ligne, puis entraîneur du R. C. Toulon de 1983 à 1991 avec lequel il a remporté le Bouclier de Brennus en 1987. Daniel Herrero a écrit des livres sur le rugby : L'esprit du jeu, l'âme des peuples paru en 1999 et Le Dictionnaire amoureux du rugby en 2006. Il a été intronisé dans la Confrérie des Chevaliers Vignerons de Saint Christophe lors du chapitre de juillet 2003.

### Héraldique
|  | Les armes de Puisserguier se blasonnent ainsi : d'azur à un pélican et sa criée d'argent. Le pélican, symbole de l'amour du Christ, |